# Права ЛГБТ в Узбекистане

Узбекистан на карте мира

Тема гомосексуальности и прав ЛГБТ в Узбекистане остается полностью закрытой в СМИ и общественных дискуссиях. Сексуальные контакты между мужчинами являются в этой стране уголовным преступлением и наказываются лишением свободы сроком до трёх лет.

## Общественное положение
Гомосексуальность и вопросы прав ЛГБТ является общественным табу в узбекском обществе. Эта тема не затрагивается в общественных обсуждениях и средствами массовой информации. Например, в июле 2013 года по «настоятельной просьбе» сотрудников службы безопасности Узбекистана со всех узбекских музыкальных порталов был удалён клип «Асал Чой» («Медовый чай»), в котором певец выступает в образе женщины, поющей о любви к мужчине. По словам президента Узбекистана Ислама Каримова, гомосексуальные отношения отвратительны для узбеков, а допускающая такие отношения западная демократия оскверняет «нравственную чистоту» узбекской культуры.
Тем не менее вопросы гомосексуальности, например, в своих спектаклях поднимал ташкентский режиссёр Марк Вайль, не скрывавший своей гомосексуальности.

## Правовое положение
Статья 120 УК Узбекистана предусматривает до трёх лет лишения свободы за мужеложство:

Статья 120. Бесакалбазлык (мужеложство)

Бесакалбазлык, то есть удовлетворение половой потребности мужчины с мужчиной без насилия, —

наказывается лишением свободы до трех лет.
— Уголовный кодекс Республики Узбекистан
Для применения статьи необходимо проведение медицинской экспертизы, заключающейся в исследовании анального отверстия на предмет полового сношения.
По некоторым данным, данная статья применяется крайне редко, как правило в адрес конкретных людей. Однако сам факт присутствия уголовной статьи за мужеложство является орудием шантажа и вымогательства по отношению к гомосексуальным мужчинам. По данным международной неправительственной организации CAGSAN (Центральноазиатская сеть действий по гендерным и половым вопросам), в 2013 году по статье 120 в заключении находилось около 500 мужчин. Среди громких дел по статье о мужеложстве, например, обвинения в отношении журналиста Руслана Шарипова в 2003 году и руководителя Хорезмского областного отделения Национальной телерадиокомпании Ботира Султонова в 2012 году.